# Nul n'est parfait (La Reine des neiges)
Fixer Upper
Pistes de La Reine des neiges
Le Renouveau (Reprise)
Pistes de Frozen
For the First Time in Forever (Reprise)
Nul n'est parfait (Fixer Upper) est une chanson provenant du film d'animation La Reine des Neiges, sorti en 2013. Les paroles ont été écrites par Kristen Anderson-Lopez en version originale, et la musique a été composée par Robert Lopez. Elle est chantée par les trolls, c'est la dernière chanson du film, mise à part la version de Let It Go de Demi Lovato du générique.
La chanson est interprétée :
- en  version originale par Malia Wilson
- en  français par le Cast
- en  français canadien par Pascale Montreuil

## Résumé
Kristoff (de La Reine des neiges), inquiet de l'état d'Anna dont les cheveux blanchissent peu à peu à cause d'un sort que lui a accidentellement jeté Elsa, l'emmène chez les trolls accompagné d'Olaf et Sven, car il espère que Pabbie pourra la guérir. Sur place, les trolls pensent que Kristoff vient leur présenter sa nouvelle compagne, mais ils leur font comprendre, gênés, qu'il n'en est rien. Ils se mettent alors à chanter que malgré ses défauts, le montagnard peut être quelqu'un à la hauteur d'un prince charmant. Lorsque Pabbie arrive enfin, il leur explique que seule une véritable preuve d'amour peut faire fondre le cœur d'Anna. Kristoff suggère d'aller retrouver Hans et ils repartent donc en direction d'Arendelle.